# James A. Owen

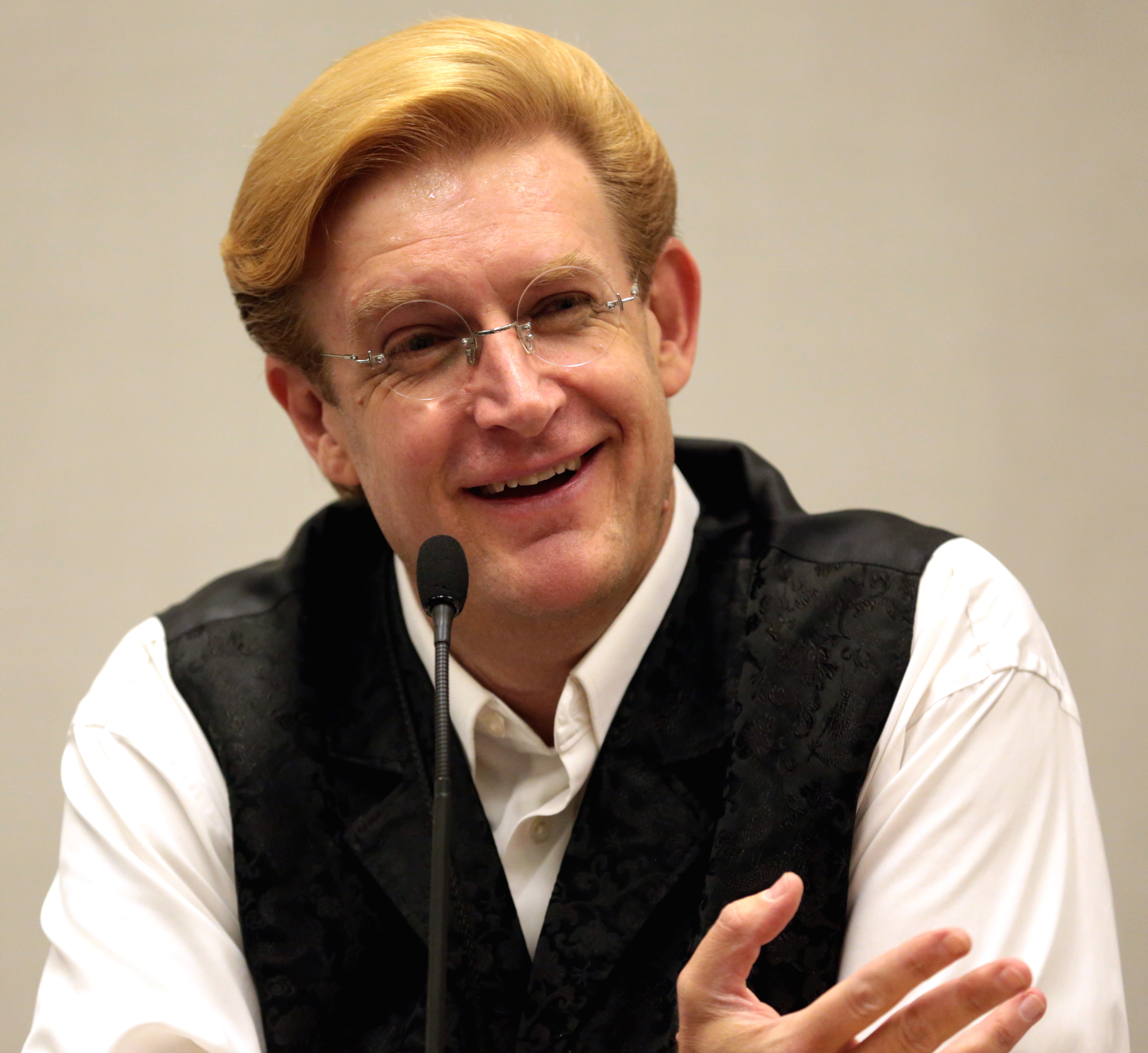
James A. Owen

James A. Owen (* 11. November 1969) ist Autor und Illustrator der US-Graphic-Novel-Reihe Starchild. Er schreibt unter anderem die Reihe Kai Meyers Mythenwelt, Kai Meyer gehört auch zu seinem Freundeskreis. Owen ist Mitbegründer des Coppervale Comic- und Zeichentrickstudios in Silvertown, USA. Außer der Mythenwelt schrieb er unter anderem auch Die Chroniken der Imaginarium Geographica, die die Vergangenheit der Autoren J. R. R. Tolkien, C. S. Lewis und Charles Williams schildert. Owen lebt mit seiner Frau und seinen Kindern in Arizona.

## Werke
Kai Meyers Mythenwelt
- Die ewige Bibliothek, 2002, ISBN 3-935822-45-6, The Festival of Bones, 2002.
- Der unsichtbare Mond, 2002, ISBN 3-492-26557-X, The Invisible Moon, 2002.
- Der zeitlose Winter, 2003, ISBN 3-935822-63-4, Babylon's Meridians, 2003.
- Die verschollene Symphonie, 2004, ISBN 3-935822-70-7, The Winter's Room, 2004.

Chronicles of the Imaginarium Geographica (Die Chroniken der Imaginarium Geographica)
- Here, There Be Dragons (Wo Drachen sind)
- The Search for the Red Dragon (Die Suche nach dem roten Drachen)
- The Indigo-King
- The Shadow Dragons
- The Dragon’s Apprentice
- The Dragons of Winter
- The First Dragon